# Violent Demise: The Last Days
Albums de Body Count
Born Dead
(1994) Murder for Hire
(2006)
Singles
1. I Used To love Her
Sortie : 1997 (promo)

Violent Demise: The Last Days est le troisième album studio du groupe de rap metal américain Body Count. Il est sorti le 11 mars 1997 sur le label Virgin Records et a été produit par Howard Benson. 

## Historique
Cet album fut enregistré en 1996 dans les Cherokee Studios de Los Angeles et The Gallery de Sherman Oaks en Californie. Griz est le nouveau bassiste, il remplace Mooseman qui a quitté le groupe peu après la sortie de l'album Born Dead. Le batteur Beatmaster V, de son vrai nom Victor Ray Wilson, décéda le 30 avril 1996 victime d'une leucémie peu après que l'enregistrement soit complété, l'album lui sera dédié.
Cet album se classa dans les charts allemands (45e), hollandais (92e) et français pour une 38e place dans le classement des meilleures ventes.

## Liste des titres
- Toutes les paroles sont signées par Ice-T et la musique par Body Count sauf indication.

1. Interview - 1:08
2. My Way (featuring Raw Breed) - 3:11
3. Strippers Intro - 0:18
4. Strippers - 4:33
5. Truth Or Death - 3:14
6. Violent Demise - 3:43
7. Bring It To Pain - 4:27
8. Music Business - 0:12
9. I Used To Love Her - 3:16
10. Root Of All Evil - 4:23
11. Dead Man Walkin' - 4:49
12. Interview End - 0:21
13. You're Fuckin' With BC - 3:28
14. Ernie's Intro - 0:15
15. Dr.K - 2:48 (Ernie-C)
16. Last Days - 6:03

## Musiciens
Body Count
- Ice-T: chant
- Ernie-C: guitare solo, guitare synthétiseur, chant sur Dr.K
- D-Roc: guitare rythmique
- Beatmaster V: batterie
- Griz: basse, Loops & samples
- Sean E Sea: samples, chœurs
- Sean E Mac: chœurs

Invité
- Raw Breed: chant sur My Way

## Charts
| Pays      | Durée du classement | Meilleur classement |
| --------- | ------------------- | ------------------- |
| Allemagne | 5 semaines          | 45e                 |
| France    | 2 semaines          | 38e                 |
| Pays-Bas  | 3 semaines          | 92e                 |